# Johanna Döbereiner
Johanna Liesbeth Kubelka Döbereiner (Aussig, 28 de noviembre de 1924-Seropédica, 5 de octubre de 2000) fue una ingeniera agrónoma brasileña de origen checo, pionera en biología del suelo.

## Biografía
Johanna Döbereiner nació en Aussig, en la entonces Checoslovaquia, actual República Checa. Al finalizar la Segunda Guerra Mundial se fue con sus abuelos a Alemania Oriental. Con ellos se crio y trabajó en una granja, ordeñando vacas y esparciendo estiércol para fertilizar el suelo. Tras la muerte de sus abuelos se trasladó a Munich y allí trabajó en otra granja y luego en una gran finca, que producía variedades de trigo mejoradas artificialmente. 
En 1947 ingresó en la Universidad de Munich, en el curso de agronomía y conoció al estudiante de veterinaria Jürgen Döbereiner, con quien se casó en 1950. 
Obtuvo su titulación en Ingeniería Agronómica en 1950 por la Universidad de Múnich (Ludwig Maximilian University of Munich), y pocos meses después se fue a Brasil, contratada por el "Instituto de Ecologia e Experimentação Agrícola", posteriormente denominado "Centro Nacional de Pesquisa de Agrobiologia de Embrapa", localizado en el municipio de Seropédica, estado do Río de Janeiro. En 1956 se naturalizó brasileña.
Obtuvo su maestría. por la Universidad de Wisconsin, en 1963, y en los dos años siguientes hizo varios cursos sobre Microbiología de Suelo en la Universidad de Florida y en Santiago de Chile.

## Trayectoria
Cuando Döbereiner comenzó sus investigaciones, se prestaba poca atención a la posibilidad de que las bacterias fijadoras de nitrógeno estuvieran asociadas a los cultivos no leguminosos, en particular los pastos de cereales, y además, que estas bacterias pudieran promover el crecimiento de las plantas al proporcionar nitrógeno fijo.
Entre sus primeros trabajos realizó importantes estudios en el cultivo del azúcar, descubriendo al endófito azospirillum -uno de cuyas especies lleva su nombre- y otras bacterias que podrían ser útiles para el suelo brasileño. El azospirillum es una bacteria muy versátil que realiza importantes aportes de nitrógeno en gramíneas, compuestas, solanáceas, etc.
Sus estudios sobre fijación biológica de nitrógeno, supusieron una revolución en el cultivo de soja en Brasil. Esto proporcionó un manejo de la tecnología capaz de disminuir o hasta eliminar la dependencia del abono nitrogenado a los cultivos, haciendo ahorrar entre 1.000 a 2.000 millones de dólares por año. Tal tecnología hace que este y otros muchos países gasten menos para producir soja. Brasil alcanzó la tecnología de Proalcool, tornándose el segundo productor mundial de soja (por detrás de EE.UU), con sumo impacto directo en la economía nacional. 
El trabajo de Johanna Döbereiner permitió que millares de personas consumieran alimentos más baratos y saludables. 
Döbereiner fue la séptima científica brasileña más citada en la comunidad científica mundial, y la primera entre las mujeres, según el análisis de 1995 de la Folha de S. Paulo, aunque la científica era prácticamente desconocida en el Brasil y en la región.

## Títulos y homenajes
Por sus contribuciones a la agricultura brasileña Johanna Döbereine recibió muchos premios a lo largo de su vida y perteneció a prestigiosas academias científicas. Entre otras, a la Academia Brasileña de Ciencias -de la que fue vicepresidenta- y a la Academia Pontificia de Ciencias del Vaticano (solo hay 75 miembros en todo el mundo). Fue fundadora y miembro de la Academia de Ciencias del Tercer Mundo y también miembro de la Academia de Ciencias de Nueva York.
Fue honrada con el título de Doctora "Honoris Causa" por la Universidad de Florida y la Universidad Federal Rural de Río de Janeiro. Recibió más de 12 premios nacionales e internacionales y también muchos otros honores internacionales, como el Premio de Ciencias Bernardo A. Houssay de la Organización de los Estados Americanos (OEA) en 1979 y el Premio en Ciencias de la UNESCO en 1989. En 1997 fue propuesta para el Premio Nobel de Química. aunque finalmente no se le concedió.

### Eponimia
- Azospirillum doebereinerae[6]

- Gluconacetobacter johannae

## Algunas publicaciones
- johanna Döbereiner. 1999. Método para produção de inoculante para leguminosas. Embrapa-CNPAB. Documentos 97. Editor Embrapa Agrobiologia, 12 pp.

- fábio o. Pedrosa. 1987. Nitrogen-fixing bacteria in nonleguminous crop plants. Brock/Springer s. in contemporary biosci. Editor Springer, 155 pp. ISBN 3-540-17969-0

- 1978. Limitations and potentials for biological nitrogen fixation in the tropics. Basic life sciences. Edición ilustrada de Plenum Press, 398 pp. ISBN 0-306-36510-3

- p.a. da Eira, a.a. Franco. 1971. As leguminosas na agricultura tropical: Anaïs. 322 pp.

- 1963. Manganese toxicity in the Rhizobium-bean symbiosis (Phaseolus vulgaris L.). Editor Univ. of Wisconsin--Madison, 270 pp.

- 1953. Azotobacter em solos ácidos. Boletim do Instituto de Ecologia e Experimentação Agrícolas 11. Editor Mrio. da Agricultura, 31 pp.